# Del Sen Jaume Gran
Del Sen Jaume Gran es un cultivar de higuera de tipo higo común Ficus carica, unífera de higos de epidermis con color de fondo verdoso y sobre color canela claro. Se cultiva en la colección de higueras de Montserrat Pons i Boscana en Llucmajor, Islas Baleares.

## Sinonimia
- „sin sinónimo“,[4][6][7]

## Historia
Actualmente la cultiva en su colección de higueras baleares Montserrat Pons i Boscana, rescatada de un ejemplar o higuera madre con un esqueje conseguido en Artá de donde es originaria la variedad.
La variedad 'Del Sen Jaume Gran' de Manacor y Artá donde era conocida y cultivada hacia finales del siglo XX y el nombre procede del antropónimo "Sen Jaume Gran" como tratamiento que se daba a los viejos trabajadores del campo mallorquín, sabios y expertos conocedores del mundo rural y agrícola.

## Características
La higuera 'Del Sen Jaume Gran' es una variedad unífera de tipo higo común. Árbol de gran desarrollo, vigorosidad alta, con copa espesa y duradera. Sus hojas son mayoritariamente de 3 lóbulos y pocas de 5 lóbulos. Sus hojas con dientes presentes márgenes serrados poco marcados, ángulo peciolar obtuso. 'Del Sen Jaume Gran' tiene desprendimiento mediano variable de higos, y un rendimiento productivo alto y periodo de cosecha mediano. La yema apical cónica de color verde amarillento.
Los frutos 'Del Sen Jaume Gran' son higos de un tamaño de longitud x anchura:38 x 40 mm, con forma urceolada bastante aplastados y simétricos, que presentan unos frutos medianos a bastante grandes de unos 42,640 gramos en promedio, de epidermis con consistencia mediana, grosor de la piel grueso, color de fondo verdoso y sobre color canela claro. Ostiolo de 3 a 5 mm con escamas pequeñas rosadas. Pedúnculo de 1 a 3 mm cilíndrico verde claro. Grietas longitudinales marcadas y reticulares. Costillas poco marcadas. Con un ºBrix (grado de azúcar) de 28 de sabor muy dulce sabroso, con color de la pulpa rojo fuerte. Con cavidad interna mediana a grande con aquenios en gran cantidad y grandes. Son de un inicio de maduración sobre el 2 de septiembre al 16 de octubre. De rendimiento por árbol bueno y periodo de cosecha mediano. Variedad poco conocida y cultivada.
Se usa como higos frescos en alimentación humana, y en fresco y en seco para ganado porcino y ovino. Dependiendo de las condiciones climáticas tienen una difícil abscisión del pedúnculo y buena facilidad de pelado de consistencia mediana. Son muy resistentes a las lluvias, los rocíos, y al transporte, y mediana a la apertura del ostiolo y al agriado.

## Cultivo
'Del Sen Jaume Gran', se utiliza higos frescos en humanos, y frescos y secos para el ganado. Produce una sola cosecha bastante abundante, escalonada y duradera de higos bastante grandes y vistosos, cualidades estas que optimizan su recolección para su consumo como higos frescos y que la higuera sea una variedad digna de ser más extendida y cultivada. Se está tratando de recuperar de ejemplares cultivados en la colección de higueras baleares de Montserrat Pons i Boscana en Llucmajor.